# Plagiolepis adynata
Plagiolepis adynata är en myrart som beskrevs av Bolton 1995. Plagiolepis adynata ingår i släktet Plagiolepis och familjen myror. Inga underarter finns listade i Catalogue of Life.